# Školník Willie
Školník Willie, vlastním jménem William MacDougal, je fiktivní postava z amerického animovaného seriálu Simpsonovi. Je hlavním školníkem a údržbářem na Springfieldské základní škole. Willie je divoké povahy a je nesmírně hrdý na svůj skotský původ. Je snadno rozpoznatelný podle zrzavých vlasů a vousů, stejně jako podle agresivní povahy a silného, stereotypního skotského přízvuku (v českém dabingu stylizovaný do hlasového projevu českého herce Jaroslava Vojty). 

## Role vSimpsonových
Willie je školník a údržbář na Springfieldské základní škole a žije v chatrči v areálu školy. Je to Skot s agresivní povahou. Willie je neotesaná a nepříjemná postava, i když v podstatě neškodná. Jeho osobnost je vykreslena jako neschopná, opilá, pomalu uvažující a rychle se rozčilující, často bezdůvodně. Willie projevuje antipatie jak ke svému zaměstnavateli, řediteli Skinnerovi, tak k Bartu Simpsonovi, který si z něj často tropí žerty. V alternativní kontinuitě ve Speciálním čarodějnickém díle 7. řady jeho duch plánuje pomstu na studentech Springfieldské základní školy poté, co se nechal upálit svými rodiči. 
Vzhledem k záměrně nepřesné kontinuitě seriálu o sobě v průběhu seriálu tvrdil, že pochází z různých částí Skotska, naposledy z Kirkwallu na Orknejských ostrovech v epizodě Fiesta s Lízou z roku 2012. Tím se vyřešil předchozí problém s kontinuitou, kdy bylo uvedeno, že Willie fandí fotbalovému klubu Aberdeen FC a žije v Glasgow. V prvních epizodách bylo řečeno, že Willieho otec je mrtvý. Jeho rodiče však byli později představeni v díle Za peníze si Monty lásku nekoupí a žili poblíž jezera Loch Ness, které se nachází nedaleko Inverness. V epizodě Děvče, které spalo příliš málo je odhaleno, že má bratrance, „hrobníka Billyho“. V dílu Temný rytíř zasahuje o sobě říká, že je „skotský starověrný presbyterián“, který „nenávidí Velikonoce“: někteří konzervativní presbyteriáni odmítají Velikonoce jako svátek vytvořený člověkem na základě regulačního principu bohoslužby.
Willie hraje ve většině epizod vedlejší roli, ale byl hlavní postavou dílu Pygmalion v sukni, v němž ho Líza Simpsonová seznámila s vysokou kulturou jako vědeckým projektem. 
V průběžném gagu v každé ze tří částí Pátého speciálního čarodějnického dílu se Willie snaží pomoci hlavním hrdinům, ale pokaždé ho sekne sekerou do zad jiná postava, což je odkaz na smrt Dicka Hallorana ve filmu Stanleyho Kubricka Osvícení, jehož je první část Kudrliny přímou parodií. 
Willie má problematický, až odtažitý vztah se svými rodiči. V epizodě Pygmalion v sukni Willie vzpomíná na své narození a na to, jak mu jeho násilnický otec řekl, že v životě nikdy nic nedokáže a bude rád, když z něj vyroste „odpad“. 
Dvakrát Willie hodí na Barta žertíky, za kterými by běžně stál Bart. V díle Otec, syn a host svatý vypustí na středověkou slavnost na Springfieldské základní škole obří koláč krys, aby se pomstil za to, že byl pasován na vesnického idiota, a za kruté zacházení s ním. Skinner rychle obviní Barta a vyloučí ho. Willie není nikdy ukázán jako viník, ale dá se předpokládat, že je nakonec odhalen poté, co je Bart zapsán do katolické školy a vydobude si návrat na Springfieldskou základní školu. V epizodě Temný rytíř zasahuje způsobí Willie na springfieldské velikonoční oslavě z vrozené nenávisti k tomuto svátku rozmetání stovek vajec. Bart je za tento incident postaven před soud, který ho osvobodí, až když je Willie chycen a udán Lízou a panem Burnsem (jako Ovocný Batman). 

## Postava
Poprvé se školník Willie objevil v epizodě 2. řady Láska klíčí i v ředitelně, která byla poprvé odvysílána 14. února 1991. Původně byla postava napsána jako pouhý naštvaný školník; jeho skotský přízvuk byl přidán během nahrávání. Hlasem byl pověřen Dan Castellaneta, který namluvil několik dalších postav včetně Homera Simpsona. Castellaneta nevěděl, jaký hlas má použít, a Sam Simon, který v té době režíroval, Castellanetovi řekl, aby použil přízvuk. Ten nejprve zkusil hlas Španěla, který se Simonovi zdál příliš klišovitý. Poté zkusil „velkého hloupého Švéda“, což bylo také odmítnuto. Při třetím pokusu použil hlas naštvaného Skota, který byl považován za vhodnější a byl v epizodě použit. Původně se režiséři domnívali, že Willie se v seriálu objeví jednorázově, ale od té doby se stal opakující se postavou. Matt Groening později prozradil, že postava byla částečně založena na Angusi Crockovi, kuchaři v kiltu ze skečové komediální show Second City Television, kterého ztvárnil Dave Thomas, a Jimmym Finlaysonovi, kníratém skotském herci, který se objevil ve 33 filmech Laurela a Hardyho.
Opakovaný vtip, který se poprvé objevil v dílu Rádio Bart, spočívá v tom, že školník Willie vypadá, jako by měl pivní břicho, ale kdykoli si sundá košili, je velmi svalnatý. Jedním z poznávacích znamení školníka Willieho jsou drsně pronášené urážlivé repliky, které scenáristům dlouho trvá vymyslet, ačkoli je nepovažují za tak vtipné.

## Kulturní dopad
Popis školníka Willieho o Francouzích jako o „kapitulujících sýrožroutských opicích“ z epizody Kolem Springfieldu se stal široce používaným, zejména v období před válkou v Iráku. Dne 7. prosince 2006 použil deník New York Post výraz „kapitulující opice“ jako titulek na titulní straně s odkazem na Iráckou studijní skupinu a její doporučení, aby se američtí vojáci stáhli z Iráku do začátku roku 2008. Autorem věty je „s největší pravděpodobností“ Ken Keeler. Frázi „kapitulující sýrožroutské opice“ použili také Jeremy Clarkson a Anthony Bourdain. 
V roce 2009 byl Willie na základě své hlášky v dílu Himlhergotdoneveterkrucajselement přidán na webovou stránku „Famous Glaswegians“ městské rady v Glasgow. Mluvčí Aberdeen FC zpochybnil nárok Glasgow na tuto postavu s odkazem na díly Vraťte mi hvězdnou oblohu a Výchova dívek v Americe. Ve 13. epizodě 23. řady Fiesta s Lízou, poprvé vysílané v roce 2012, bylo konečně uvedeno, že školník Willie pochází z Kirkwallu na Orknejích, čímž tento spor skončil.
V září 2014 se školník Willie objevil v oficiálním videu, ve kterém podpořil hlasování pro nezávislost Skotska v nadcházejícím skotském referendu a navrhl se do čela potenciálně nezávislého Skotska, zatímco stál před křížem svatého Ondřeje s tetováním na hrudi, na kterém stálo: „Aye or Die!“ (v českém překladu „Ano, nebo zemři!“). Po výsledku referenda, v němž se skotští voliči vyslovili pro setrvání v rámci Spojeného království, producenti zveřejnili obrázek, na němž Willie nyní stojí před vlajkou Union Jack a tváří se sklesle, přičemž jeho tetování „Aye or Die!“ nahradil obrázek královny a prázdné láhve whisky s novinami, na nichž je bývalý britský premiér Gordon Brown, jemuž se obecně přičítá, že na poslední chvíli dodal kampani „Ne“ podporu.

### Další výskyty
Tři akční figurky školníka Willieho vytvořila společnost Playmates Toys pro sérii World of Springfield: Willie vyobrazený ve své obvyklé podobě byl vydán v roce 2001, „roztrhaný“ Willie v roce 2002 a Willie v kiltu roku 2003.

## Přijetí
V roce 2006 byl školník Willie označen za čtvrtou nejlepší periferní postavu v historii seriálu serverem IGN, podle kterého „vrcholnými momenty pro tuto postavu bylo vycvičení k civilizovanosti, zápas s vlkem, který byl vypuštěn ve škole, a to, že se stal zástupcem učitele francouzštiny – ‚Bonjour vy kapitulující sýrožroutské opice.‘ “. IGN také označil Pygmaliona v sukni, jedinou epizodu, která se soustředí kolem Willieho, za nejlepší díl 17. řady. Jim Slotek ze Sun Media označil Willieho za devátou nejlepší vedlejší postavu Simpsonových a také sestavil seznam deseti nejlepších citátů. Deník The Times koncem roku 2005 napsal, že „je nejlépe rozpoznatelným Skotem na světě: je známější než Billy Connolly nebo Ewan McGregor, dokonce i Sean Connery“. Stejný článek cituje tvůrce Simpsonových Matta Groeninga: „Chtěli jsme vytvořit školníka, který by byl plný vzteku, takovou naši poctu naštvaným školníkům po celém světě.“.